# Liste der Straßen in Essen-Borbeck-Mitte
Die Liste der Straßen in Essen-Borbeck-Mitte beschreibt das Straßensystem im Essener Stadtteil Borbeck-Mitte mit den entsprechenden historischen Bezügen.

## Einleitung und Überblick
In Borbeck-Mitte leben 13770  Einwohner (30. September 2022) auf einer Fläche von 3,19 km². Der Stadtteil zählt zum Stadtbezirk IV Borbeck. Der Großteil von Borbeck-Mitte bildet zusammen mit dem Großteil von Bochold den Postleitzahlenbezirk 45355. Der Norden (Grasstraße, Levinstraße, Weidkamp ab Levinstraße) zählt mit dem Rest von Bochold, Bergeborbeck und Vogelheim zum Bezirk 45356. Die Teile des Dornebergwegs und der Pausmühlenstraße, die zum Stadtteil Borbeck-Mitte gehören, bilden mit Gerschede und Dellwig den Bezirk 45357.
Einige der Borbecker Straßennamen stammen noch aus der Zeit des Bürgermeisters Rudolf Heinrich (1845–1917), der zwischen 1881 und 1907 das Amt innehatte und sich in den 1890er-Jahren für die Benennung der Straßen einsetzte. Damals war es noch nicht üblich, den Straßennamen an Beginn und Ende einer Straße zu setzen, da die Bebauung nicht sehr dicht war, deswegen befanden sich die Straßennamen auch auf den Hausnummernschildern. Damit dies möglichst machbar war, gab Heinrich den Straßen äußerst kurze Namen. Solche Straßennamen in Borbeck-Mitte sind die Armstraße, Dachstraße, Flurstraße, Glühstraße, Grasstraße, Kraftstraße, Neustraße, Schloßstraße, Wachtstraße, Wallstraße, Zielstraße und Zweigstraße.
In der Kruppschen Siedlung rund um die Flurstraße wurden die Straßen nach Unternehmern und Beschäftigten bei Krupp benannt. Hierzu zählen Diechmannplatz, Drogandstraße, Goosestraße, Lindnerplatz und Ruhlandplatz. Eine weitere Themengruppe bilden die Dichter nordwestlich der Borbecker Innenstadt: Klopstockstraße, Stolbergstraße und Wielandstraße.
Der Stadtteil wird – im Norden beginnend – im Uhrzeigersinn folgendermaßen begrenzt: Kleingartenanlage Weidkamp, Hesselbruch, Kuhlmannsfeld, Prinzenstraße zu Bergeborbeck, Otto-Brenner-Straße, Borbecker Straße, Rudolf-Heinrich-Straße, Wüstenhöferstraße, Wallstraße, Matthäusfriedhof, Kettelerstraße und Bocholder Straße zu Bochold, Frintroper Straße zu Schönebeck, Rabenhorst, Laarmannstraße, Pausmühlenbach und Möllhoven zu Bedingrade, weiterer Verlauf des Pausmühlenbachs, Pausmühlenhegge, Pausmühlenkamp, Dornebergweg und Levinstraße zu Gerschede.
In Borbeck-Mitte gibt es 81 benannte Verkehrsflächen, darunter sieben Plätze. Davon befinden sich 24 Straßen nur teilweise im Stadtteil.

Dies sind neben den oben erwähnten Straßen, die ganz oder teilweise die Grenze zu Nachbarstadtteilen bilden, folgende: Leimgardtsfeld, Schacht Neu-Cöln, Stolbergstraße und der Weidkamp werden in Bergeborbeck fortgesetzt, Bocholder Straße, Borbecker Straße, Otto-Brenner-Straße und Wüstenhöferstraße in Bochold.
Laarmannstraße, Möllhoven und Schloßstraße befinden sich teilweise auch in Bedingrade, Donnerstraße, Düppenberg, Hülsmannstraße, Levinstraße und Pausmühlenstraße auch in Gerschede.
Durch Borbeck-Mitte verlaufen folgende Straßen mit dem Status einer Bundes-, Landes- oder Kreisstraße:
- Bundesstraße 231: (aus Bedingrade kommend) – Frintroper Straße – (weiter in Bochold)
- Landesstraße 229: (aus Gerschede kommend) – Donnerstraße – Leimgardtsfeld – (weiter in Bergeborbeck)
- Kreisstraße 13: (aus Bergeborbeck kommend) – Weidkamp – L 229 – Stolbergstraße – Otto-Brenner-Straße – (weiter in Bochold)

## Liste der Straßen und Plätze
Die nachfolgende Tabelle gibt eine Übersicht über die vorhandenen Straßen, Wege und Plätze im Stadtteil sowie einige dazugehörige Informationen.
- Name: aktuelle Bezeichnung der Straße oder des Platzes.
- Länge/Maße in Metern:
Die in der Übersicht enthaltenen Längenangaben sind gerundete Übersichtswerte, die in Google Earth mit dem dortigen Maßstab ermittelt wurden. Sie dienen Vergleichszwecken und werden, sofern amtliche Werte bekannt sind, ausgetauscht und gesondert gekennzeichnet.
Bei Plätzen sind die Maße in der Form a × b angegeben.
Der Zusatz (im Stadtteil) gibt an, dass die Länge die des Straßenabschnitts innerhalb von Borbeck-Mitte ist, sofern die Straße in benachbarte Stadtteile weitergeführt wird.
Der Zusatz (ohne Stichstraßen) gibt bei verzweigten Straßen die Länge der „Hauptstraße“ an.
Der Zusatz (alle Straßenabschnitte zusammen) gibt an, dass die Straße so verwinkelt ist, dass keine „Hauptstraße“ besteht. Stattdessen wird die Länge aller Straßenabschnitte zusammengezählt.
- Herleitung: Ursprung oder Bezug des Namens
- Datum der Benennung: amtliche Erstbenennung
- Anmerkungen: zusätzliche Informationen
- Bild: Foto der Straße oder eines anliegenden Objekts

| Name                   | Länge/Maße (in Metern)                | Herleitung                                                                          | Datum der Benennung | Bemerkungen | Bild                                          |
| ---------------------- | ------------------------------------- | ----------------------------------------------------------------------------------- | ------------------- | --- | --------------------------------------------- |
| Am Brachland           | 140                                   | brachliegendes Gelände                                                              | 1. Okt. 1920        | Die Straße führte teilweise über die Trasse der Anschlussbahn der Zeche Neuwesel zum Bahnhof Bergeborbeck. Das angrenzende Gelände lag 1920, zum Zeitpunkt der Benennung, brach. Davon leitet sich der Name der Stichstraße zum Möllhoven ab. |                                               |
| Am Ellenbogen          | 280                                   | Bezug zur Armstraße                                                                 | 9. Juli 1915        | Die Straße Am Ellenbogen trägt ihren Namen nicht – wie man vermuten könnte – nach einem bogenförmigen Straßenverlauf, denn sie verbindet geradlinig Flurstraße und Weidkamp. Vielmehr ist sie in Bezug zur benachbarten Armstraße benannt worden, die aber ihrerseits auch nicht nach dem Körperteil, sondern nach dem alten Borbecker Armenhaus benannt ist. Bis 1915 war die Straße Teil der Kreuzstraße. |                                               |
| An den Quellen         | 250                                   | ehem. kleine Quellen                                                                | 19. März 1969       | An dieser Straße, die eine Stichstraße zum Heißener Weg darstellt, gab es früher mehrere kleine Quellen. |                                               |
| An der Düsterbeck      | 130                                   | „Düsterbeck“, Flurname                                                              | 15. Sep. 1976       | „An der Düsterbeck“ ist eine alte Bezeichnung für ein Flurstück, die schon 1668 verwendet wurde. Ebenfalls ein Schlagbaum namens „Düsterbecker Baum“ wird erwähnt. Die Straße An der Düsterbeck ist eine Stichstraße zu Auf'm Rolland. Dieser Straße war sie bis 1976 auch zugeordnet. |                                               |
| An St. Immakulata      | 50                                    | ehem. katholische Kirche St. Maria Immaculata                                       | 23. Feb. 1956       | 1939 wurde das Pfarrrektorat St. Maria Immaculata gegründet, das bis 1948 die 1920 errichtete Kapelle der Oblaten nutzte und dann eine eigene Kloster- und Rektoratskirche errichtete. Am 15. Oktober 1957 wurde St. Maria Immaculata zur eigenen Pfarrei erhoben. Im Zuge der Umstrukturierungen im Bistum Essen 2007 wurde die Kirche profaniert und 2014 schließlich niedergelegt. Das ehemalige Pfarrgebiet gehört seitdem zur Pfarrei St. Dionysius. Die Straße An St. Immakulata bildet eine Stichstraße zur Borbecker Straße, dort, wo sich früher die Kirche St. Maria Immaculata befand. | St. Maria Immaculata in Borbeck               |
| Armstraße              | 400                                   | ehem. Armenhaus                                                                     | 22. Jan. 1897       | Beim Namen der Armstraße handelt es sich um eine Kurzform, wie sie typisch für die Straßennamen aus der Zeit des Borbecker Bürgermeisters Heinrich sind. Die Silbe „Arm-“ bezieht sich auf das Borbecker Armenhaus, das hier 1883 errichtet wurde und einen guten Ruf innehatte. Auf dem Grundstück des Armenhauses steht heute das Friedrich-Ebert-Heim der Arbeiterwohlfahrt. |                                               |
| Auf'm Rolland          | 230                                   | „Auf'm Rolland“, Flurname                                                           | 31. Juli 1953       | Auf'm Rolland ist eine Stichstraße zum Rabenhorst im Westen des Stadtteils. |                                               |
| Bocholder Straße       | 240 im Stadtteil                      | Bochold, Stadtteil von Essen                                                        | 9. Juli 1915        | Die Bocholder Straße führt von der Kreuzung „Fliegenbusch“ an der Frintroper- und Altendorfer Straße nordwärts in den Stadtteil Bochold und ist daher nach diesem benannt. Sie bildet zwischen Frintroper Straße und Kettelerstraße die Grenze zwischen Borbeck-Mitte und Bochold. Bis 1915 hieß sie Hochstraße, zuvor bis 1891 Bocholder Landstraße. |                                               |
| Borbecker Platz        | 45 × 45 × 30                          | Platz im Zentrum von Borbeck                                                        | 9. Juli 1915        | Bei der Eingemeindung Borbecks 1915 benannte man den alten Marktplatz nach dem Stadtteil selbst: Borbecker Platz. Er liegt im Zentrum von Borbeck-Mitte zwischen Marktstraße und Dionysiuskirchplatz, eine Treppe führt vom Weidkamp hinauf. | Borbecker Platz                               |
| Borbecker Straße       | 1400 im Stadtteil                     | nach Borbeck selbst benannt                                                         | 9. Juli 1915        | Die Borbecker Straße durchquert den Stadtteil einmal, sie beginnt an der Frintroper Straße und führt dann in einem Bogen nordwärts bis nach Bochold. Daher ist sie nach Borbeck selbst benannt. |                                               |
| Dachstraße             | 350                                   | dachartige Ansteigung                                                               | 14. Aug. 1896       | Das Gelände zwischen Wallstraße und Kettelerstraße, wo die Dachstraße liegt, steigt in Richtung Schloss dachartig an und war daher ausschlaggebend für die Bezeichnung. |                                               |
| Deinghaushöhe          | 200                                   | Hof Deinghaus, altes Bauerngut                                                      | 5. Aug. 1936        | Der Deinghaushof ist einer der ältesten Höfe in Essen, er wird schon im Kettenbuch von 1332 genannt. Ursprünglich gehörte er zum Oberhof Borbeck, ging aber später in den Besitz der Fürstäbtissin von Essen über. Ursprünglich wurde er „beym Hoff“ genannt, ab 1640 nannten sich die Aufsitzer „Deinghaus“, vermutlich nach Alexander Deinghaus, der vom Hof Deinghaus in Dümpten stammte. Der Name des Deinghaushofs wurde mit dem Flurnamen „Auf der Höhe“ zum Straßennamen „Deinghaushöhe“ kombiniert. Die Straße verbindet Halfmannwiese und Freiherrnweg. |                                               |
| Diechmannplatz         | 50 × 50                               | Gustav Diechmann, 1829–1898, Unternehmer bei Krupp                                  | 21. Okt. 1938       | Gustav Diechmann war zunächst Vorsteher der Technischen Büros und später Ressortchef der Technischen Betriebe der Firma Friedrich Krupp bis 1883. Der Diechmannplatz liegt in einer Kruppschen Siedlung, in der alle Straßen nach Kruppschen Unternehmern benannt sind. Er liegt an der Drogandstraße. |                                               |
| Dionysiuskirchplatz    | 40 × 20                               | Katholische Dionysiuskirche                                                         | 9. Juli 1915        | Borbeck gehörte schon früh zum Besitz des Stifts Essen. Bereits 1313 gab es hier eine Kapelle als Filialkirche von St. Johann Baptist in Essen und um diese Zeit herum fand auch die Pfarrerhebung statt. Seit Anfang des 14. Jahrhunderts bis 1802 besetzte die Äbtissin von Essen die Pfarrstelle. Die erste Dionysiuskirche wurde vielleicht bereits im 12. Jahrhundert erbaut, um 1350 maßgeblich erweitert und 1860 schließlich niedergelegt. Die zweite Kirche wurde 1867 konsekriert und erlitt heftige Schäden im Zweiten Weltkrieg, steht aber bis heute. Seit 1888 sind zehn Pfarreien unmittelbar von St. Dionysius abgepfarrt worden, zusätzlich weitere zehn von Tochterpfarreien. 13 der 20 Tochtergemeinden liegen in Essen, sechs in Oberhausen und eine in Bottrop. Im Zuge der Umstrukturierungen im Bistum Essen 2007 wurde die Pfarrei St. Dionysius mit den Pfarreien St. Maria Immaculata (Borbeck), St. Johannes Bosco (Borbeck), St. Maria Rosenkranz (Bochold), St. Fronleichnam (Bochold), St. Michael (Dellwig) und St. Thomas Morus (Vogelheim) zusammengefasst und ist seitdem Pfarrkirche der neuen Großpfarrei. Der Dionysiuskirchplatz liegt direkt vor der Kirche zwischen Borbecker Platz und Germaniaplatz. Bis 1915 hieß er nur Kirchplatz. |                                               |
| Donnerstraße           | 240 im Stadtteil                      | überlieferter Name                                                                  | 30. Apr. 1891       | Der Name „Donnerstraße“ ist seit 1668 belegt und könnte auf das Donrebergsgut in Gerschede zurückgehen. Dieser alte Name wurde 1891 als amtliche Bezeichnung bestätigt. Die Donnerstraße führt von Dellwig aus durch Gerschede bis zum Weidkamp, hinter dem sie als Leimgardtsfeld weitergeführt wird. |                                               |
| Dornebergweg           | 80 im Stadtteil                       | „Dornebergkotten“, altes Bauerngut                                                  | 20. Sep. 1972       | Der Dornebergweg ist nach dem kleinen Dornebergkotten benannt, der Eigentum der Alten Vikarie am Essener Münster war. Der Weg bildet eine Stichstraße zur Levinstraße und liegt nur zu Teilen in Borbeck-Mitte. |                                               |
| Drogandstraße          | 400                                   | Hugo Drogand, 1829–1906, Ingenieur bei Krupp                                        | 21. Okt. 1938       | Hugo Drogand war ein Ingenieur und Leiter der Probieranstalt der Firma Friedrich Krupp zwischen 1873 und 1895. Die Drogandstraße erschließt eine Kruppsche Siedlung, in der alle Straßen nach Unternehmern bei Krupp benannt sind. Sie verbindet Flur- und Fürstäbtissinstraße. |                                               |
| Düppenberg             | 110 im Stadtteil                      | „Düppenberg“, alter Flurname                                                        | 9. Juli 1915        | Der Name „Düppenberg“ ist seit 1668 belegt und wurde 1915 Name der ehemaligen Steinstraße. Die Straße Düppenberg führt aus Gerschede bis zur Flurstraße. |                                               |
| Flurstraße             | 1000                                  | Feldflur                                                                            | 8. Okt. 1896        | Zur Zeit der Benennung führte diese Straße durch die offene Feldflur. Um 1820 existierte diese Verbindung zwischen Fürstäbtissinstraße und Am Ellenbogen als Fahrweg. Der nördliche Teil bildete ursprünglich zusammen mit Am Ellenbogen die Kreuzstraße. | Flurstraße                                    |
| Freiherrnweg           | 190                                   | Freiherr, Adelstitel                                                                | 5. Aug. 1936        | Der Freiherrnweg verbindet Fürstenbergstraße und Borbecker Straße. Der Name bezieht sich auf Maximilian, den Freiherrn von Fürstenberg, dem Schloss Borbeck einst gehörte und nach dem auch die benachbarte Fürstenbergstraße benannt ist. |                                               |
| Frintroper Straße      | 1400 im Stadtteil                     | Frintrop, Stadtteil von Essen                                                       | 9. Juli 1915        | Die Frintroper Straße durchquert den Stadtteil Frintrop und ist daher nach diesem benannt. Sie führt weiter durch Bedingrade und bildet ab dem Rabenhorst die Grenze zwischen Schönebeck und Borbeck-Mitte. Bis zur Eingemeindung trug die Frintroper Straße den Namen Essener Straße, den ihre Verlängerung im Oberhausener Teil Frintrops bis heute trägt. |                                               |
| Fürstäbtissinstraße    | 650                                   | Maria Kunigunde von Sachsen, 1740–1826, letzte Fürstäbtissin von Essen              | 19. Jan. 1910       | In Erinnerung an die letzte Fürstäbtissin von Essen, Maria Kunigunda, wurde diese Straße 1910 durch den Borbecker Gemeinderat in „Fürstäbtissinstraße“ umbenannt. Zuvor war sie Teil der Rheinstraße. Die Fürstäbtissinstraße zweigt auf Höhe von Schloss Borbeck von der Schloßstraße ab und endet am Borbecker Bahnhof an der Borbecker Straße. An der Fürstäbtissinstraße liegt das Mädchengymnasium Borbeck. |                                               |
| Fürstenbergstraße      | 650                                   | Maximilian Freiherr von Fürstenberg, 1862–1929, Besitzer von Schloss Borbeck        | 9. Juli 1915        | Zur Zeit der Benennung war Max von Fürstenberg Eigentümer von Schloss Borbeck, das zwischen 1827 und 1941 der Familie Fürstenberg gehörte. Die Fürstenbergstraße verbindet Frintroper- und Schloßstraße, sie führt genau am Schloßpark entlang. Bis 1915 hieß sie Maxstraße. |                                               |
| Gerichtsstraße         | 450                                   | Amtsgericht Essen-Borbeck                                                           | 30. Apr. 1891       | Im Jahre 1877 beantragte die Bürgermeisterei Borbeck in Hinblick auf ihre Einwohnerzahl von über 20.000 und das zu erwartende Bevölkerungswachstum die Einrichtung eines Amtsgerichts. Dies wurde zunächst abgelehnt, dann aber bewilligt unter der Bedingung, dass die Gemeinde selbst für die Errichtung und das Grundstück des Gerichts Sorge leistet. Daraufhin boten mehrere Borbecker Bürger der Gemeinde Grundstücke zum Bau des Gerichts an, wovon das Angebot des Wilhelm Leimgardt angenommen wurde. Im Juli 1878 schenkte Leimgardt der Bürgermeisterei das Grundstück, die mit 34.000 Mark darauf das Gerichtsgebäude bis September 1879 errichten ließ. Das alte Amtsgericht wurde während des Zweiten Weltkriegs zerstört und die Justizverwaltung errichtete an der Borbecker Straße ein modernes Gerichtsgebäude. Die Gerichtsstraße führt von der Marktstraße am Bahnhof durch die Borbecker Innenstadt über den Höltingplatz bis zur Germaniastraße. An der Einmündung in die Germaniastraße befindet sich eine kleine Kapelle vom Ende des 19. Jahrhunderts, die Kapelle Gerichtsstraße. |                                               |
| Germaniaplatz          | 70 × 60 × 60                          | Germania-Denkmal                                                                    | 30. Apr. 1891       | Auf dem Gelände des Germaniaplatzes bestattete die Kirchengemeinde St. Dionysius von 1840 bis 1857 ihre Toten. Mehr als 2500 Verstorbene fanden auf dem Pfarrfriedhof ihre letzte Ruhestätte. Später errichtete man hier das Denkmal zur Erinnerung an die während der Einigungskriege gefallenen Borbecker. Das Denkmal zeigt eine allegorische Darstellung der Germania, wonach man 1891 den Platz benannte. |                                               |
| Germaniastraße         | 200 im Stadtteil                      | Germania-Denkmal                                                                    | 9. Juli 1915        | Die Germaniastraße führt vom Germaniaplatz in östliche Richtung bis nach Bochold und ist daher in Anlehnung an den Platz benannt. Bis 1915 hieß sie Kirchstraße. |                                               |
| Glühstraße             | 250                                   | Bezug zur Ringofen-Ziegelei Deinghaus                                               | 22. Jan. 1897       | Der Name „Glühstraße“ ist eine für Borbeck typische Namenskurzform aus der Zeit des Bürgermeisters Heinrich und bezieht sich auf die Ringofen-Ziegelei Deinghaus, später Pothmann, die 1895 ihren Betrieb aufnahm und in der Ziegel geglüht wurden. Um 1930 wurde die Ziegelei stillgelegt. Die Glühstraße verbindet Schloß- und Kettelerstraße. |                                               |
| Goosestraße            | 200                                   | Sophus Goose, 1839–1903, Unternehmer bei Krupp                                      | 21. Okt. 1938       | Sophus Goose war Justizrat, Direktor, Vizepräsident der Handelskammer und Mitglied der Prokura bei der Friedrich Krupp AG zwischen 1872 und 1882. Nach 1882 bis 1903 arbeitete er als Rechtsanwalt und Notar, seit 1891 bis 1896 als Stadtverordneter. Zwischen 1880 und 1883/84 war er stellvertretender Präsident der Industrie- und Handelskammer von Essen. Die Goosestraße liegt in einer Kruppschen Siedlung, in der alle Straßen nach Unternehmern bei Krupp benannt sind. Sie verbindet Neuwesel- und Flurstraße. |                                               |
| Grasstraße             | 200                                   | Bezug zu den Graswiesen im Hesselbruch                                              | 14. Aug. 1896       | Beim Namen der „Grasstraße“ handelt sich um eine für Borbeck typische Namenskurzform aus der Zeit des Bürgermeisters Heinrich. Er bezieht sich auf das als „Hesselbruch“ bekannte und mit Gras bewachsene Gelände nördlich der kleinen Stichstraße zum Weidkamp, die ein Gewerbegebiet erschließt. |                                               |
| Halfmannwiese          | 120                                   | Wiese des Bauern Halfmann                                                           | 5. Aug. 1936        | Zur Zeit der Benennung hatte der Bauer Deinghaus gen. Halfmann eine Wiese an der Straße gepachtet. Die Halfmannwiese verbindet Fürstenberg- und Borbecker Straße. |                                               |
| Heimbachweg            | 120                                   | Heimbach, Bäcker-Familie aus Borbeck                                                | 30. März 2010       | Weil man einen Straßennamen mit Bezug zur Ortsgeschichte für diese Stichstraße zur Kettelerstraße wählen wollte, benannte man die Neubausiedlung nach der Borbecker Bäckerfamilie Heimbach, die sich um die freikirchliche Gemeinde in Borbeck verdient gemacht hat. |                                               |
| Heinrich-Brauns-Straße | 250                                   | Heinrich Brauns, 1868–1939, Priester und Politiker                                  | 14. Sep. 1977       | Heinrich Brauns war ein deutscher Theologe, der 1919 Mitglied der Nationalversammlung war, ab 1920 im Reichstag saß und zwischen 1920 und 1928 als Reichsarbeitsminister in der Weimarer Republik diente. Die nach ihm benannte Heinrich-Brauns-Straße führt vom Möllhoven südwärts zum Borbecker Bahnhof, wo sie an der Fürstäbtissinstraße endet. Bis 1977 hieß sie Rheinstraße. |                                               |
| Heißener Weg           | 210                                   | Heißen, Stadtteil von Mülheim an der Ruhr                                           | 12. Nov. 1962       | Der Heißener Weg ist eine Stichstraße zur östlichen Schloßstraße, die bis zur Neugestaltung des Bereichs Borbecker-/Frintroper Straße zur Heißener Straße in Schönebeck gehörte und daher in Richtung Heißen führte. Vor 1915 hieß sie Rothstraße. |                                               |
| Höltingplatz           | 90                                    | „Hölting“, altes Borbecker Gericht                                                  |                     | Der „Hölting“ (Holz-Thing) war das Holzgericht der Borbecker Mark. Es sind Protokolle seit 1589 überliefert. Der ursprüngliche Höltingplatz lag wahrscheinlich auf dem Gelände der ältesten Borbecker Kirche, der Dionysiuskirche. Der heutige Höltingplatz liegt in der Borbecker Innenstadt im Zuge der Gerichtsstraße zwischen Recht- und Rudolf-Heinrich-Straße. |                                               |
| Hülsmannstraße         | 950 im Stadtteil                      | Hof Hülsmann, altes Bauerngut                                                       | 9. Juli 1915        | Der Hülsmannhof lag am Weidkamp und trug der Überlieferung nach zwischen 1536 und 1622 die Namen „Hof im Hülse“, „im Hulske“ oder „Hülsman“. Es handelte sich ursprünglich um ein Behandigungsgut, das zum Oberhof Ehrenzell gehörte. Die Hülsmannstraße ist nach diesem alten Bauerngut benannt, sie führt vom Germaniaplatz nordwärts bis nach Gerschede. Bis 1915 hieß sie Weidstraße, zuvor bis 1896 Friedenstraße. An der Hülsmannstraße befindet sich das Philippusstift, das 1892 eingerichtet wurde. Nördlich davon liegt zwischen Weidkamp und Hülsmannstraße der Friedhof an der Hülsmannstraße. Zwischen Hülsmann- und Prinzenstraße liegt die Geschwister-Scholl-Realschule Essen. |                                               |
| Johann-Kruse-Straße    | 350                                   | Johann Kruse, Richter und erster Freigraf in Borbeck                                | 6. März 1920        | An Johann Kruse, ein Richter des Stifts Essen, wurde am 5. November 1429 auf Bitten der Äbtissin Elisabeth von Beeck durch König Sigismund die „Freigrafschaft des Stuhls im Stift Essen vor der Äbtissin Burg zu Borbeke“ verliehen. Der Essener Freistuhl – der Ort, an dem Femgerichte abgehalten wurden – wurde bereits unter der Herrschaft der Äbtissin Elisabeth von Nassau 1372 nach Borbeck verlegt und blieb dort bis 1486. Die Johann-Kruse-Straße zweigt auf Höhe von Schloss Borbeck von der Schloßstraße ab und führt nordwärts zur Neuweselstraße. |                                               |
| Kappenbergstraße       | 190                                   | Hof Kappenberg, altes Bauerngut                                                     | 18. Feb. 1916       | „Kappenberg“ war der Name zweier Höfe in Vogelheim, die beide zum Oberhof Borbeck gehörten. Nach diesen ist die Kappenbergstraße benannt, die Neu- und Zweigstraße miteinander verbindet. |                                               |
| Kettelerstraße         | 500                                   | Wilhelm Emmanuel von Ketteler, 1811–1877, Bischof und Politiker                     | 3. März 1953        | Wilhelm Emmanuel Freiherr von Ketteler war Bischof von Mainz und deutscher Politiker. Auf Vorschlag des Siedlervereins „Christliche Familienhilfe Essen-Borbeck“, der die Häuser an dieser Straße errichtete, wurde die Kettelerstraße so genannt. Sie führt von der Borbecker- zur Bocholder Straße, am Matthäusfriedhof entlang. |                                               |
| Klopstockstraße        | 200                                   | Friedrich Gottlieb Klopstock, 1724–1803, deutscher Dichter                          | 9. Juli 1915        | Wie die benachbarten Straßen Stolberg- und Wielandstraße ist die Klopstockstraße, die Hülsmann- und Prinzenstraße parallel zur Zielstraße miteinander verbindet, nach einem Dichter benannt. Ursprünglich hieß sie Goethestraße, 1915 wollte man offenbar weiterhin einen Poeten mit dem Straßennamen ehren. |                                               |
| Kraftstraße            | 110                                   | Kraftstation der elektrischen Straßenbahn                                           | 25. Juni 1901       | Beim Namen der „Kraftstraße“ handelt es sich um eine der für Borbeck typischen Namenskurzformen aus der Zeit des Bürgermeisters Heinrich. Er bezieht sich auf die Kraftstation und die Wagenhalle der elektrischen Straßenbahn, die hier von 1896 bis 1898 errichtet wurden. Die Kraftstraße bildet eine kleine Stichstraße zur Stolbergstraße. Hier liegt heutzutage die katholische Grundschule Dionysiusschule. |                                               |
| Kuhlmannsfeld          | 500                                   | Feld des Hofs Kuhlmann                                                              | 16. Dez. 1970       | Das Kuhlmannsfeld führt von der Hülsmannstraße nordostwärts zur Neustraße. Zwischen Prinzen- und Neustraße bildet es die Grenze zu Bergeborbeck. Ursprünglich Feldstraße genannt, wurde dieser alte Name 1970 mit dem des Hofs Kuhlmann, der sich an der Einmündung in die Hülsmannstraße befand, schon 1668 belegt ist und zum Oberhof Borbeck gehörte, kombiniert. |                                               |
| Kühnholdstraße         | 220                                   | Adelbert Kühnhold, 1857–1927, Schneidermeister und Stadtverordneter                 | 2. Feb. 1959        | Adelbert Kühnhold war ein Stadtverordneter, der sich in den Zeiten nach dem Ersten Weltkrieg und in der Weimarer Republik um die Aufrechterhaltung von Ruhe und Ordnung in Borbeck verdient machte. Nach ihm wurde die kleine Kühnholdstraße, eine Stichstraße zur Pausmühlenstraße im Nordwesten des Stadtteils, benannt. |                                               |
| Laarmannstraße         | 110 im Stadtteil                      | Franz Heinrich Laarmann, 1858–1920, Richter und Stadtverordneter                    | 12. Feb. 1931       | Franz Heinrich Laarmann war ein Geheimer Justizrat, Landgerichtsdirektor, Richter, Stadtverordneter des Caritasverbandes und sehr engagiert in der Förderung des katholischen kirchlichen Lebens, weshalb 1931 die Straße In der Düsterbeck nach ihm in Laarmannstraße umbenannt wurde. Zuvor hieß sie bis 1915 Backstraße. Sie liegt größtenteils in Bedingrade, mündet in den Rabenhorst und nur wenige Häuser gehören zu Borbeck-Mitte. |                                               |
| Leimgardtsfeld         | 400 im Stadtteil                      | Gelände der Familie Leimgardt                                                       | 9. Juli 1915        | Das Leimgardtsfeld ist die Fortsetzung der Donnerstraße hinter dem Weidkamp und Hauptstraße im Norden des Stadtteils. Sie führt bis nach Bergeborbeck hinein. Die Leimgardts waren ein altes Beamtengeschlecht, dessen Stammhaus in Borbeck stand. Aus dem Jahr 1635 ist ein Tilmann Leimgardt benannt, der die dritte Auflage des Essendischen Gesangbuch in Wesel drucken ließ. Später gingen einige Beigeordnete sowie der Bürgermeister Christian Joseph Philipp Leimgardt (1761–1829) aus der Familie hervor. Die Straße Leimgardtsfeld führt über Gelände, das früher der Familie Leimgardt gehörte. Bis 1915 hieß die Straße Ziegelstraße. |                                               |
| Levinstraße            | 350 im Stadtteil                      | Zeche Christian Levin                                                               | 9. Juli 1915        | Die Levinstraße trägt ihren Namen nach der Zeche Christian Levin des Kölner Bergwerks-Vereins, die 1857 abgeteuft wurde und bis 1966 in Betrieb war. Diese Zeche wiederum war nach dem Kaufmann Christian Levin Lemmé benannt, der die Kölner Bergwerksgesellschaft mitbegründete. Die Levinstraße führt von Dellwig durch Gerschede nach Borbeck-Mitte, wo sie am Weidkamp endet. Bis 1915 hieß die Straße Prosperstraße, zwischen 1934 und 1946 hieß ein Teil Weithönerstraße. |                                               |
| Lindnerplatz           | 280 (alle Straßenabschnitte zusammen) | Karl Lindner, 1833–1895, Unternehmer bei Krupp                                      | 21. Okt. 1938       | Karl Lindner war Ressortchef und Leiter der Hammerwerke der Friedrich Krupp AG zwischen 1864 und seinem Tod 1895. Der Lindnerplatz liegt in einer Kruppschen Siedlung, in der alle Straßen nach Unternehmern bei Krupp benannt sind. Er besteht aus zwei parallelen Straßen zwischen Drogand- und Flurstraße- |                                               |
| Loewensteinstraße      | 170 ohne Stichstraßen: 130            | Loewenstein, alte Borbecker Familie                                                 | 10. Juli 2001       | Die Familie Loewenstein war eine alte Kaufmannsfamilie, die zu ihrer Zeit sehr bekannt war und hat über Borbeck hinaus bemerkenswerte Persönlichkeiten des kulturellen, religiösen, politischen und wirtschaftlichen Lebens hervorgebracht. Die Loewensteinstraße ist eine Stichstraße zur Drogandstraße. |                                               |
| Marktstraße            | 700 im Stadtteil                      | Borbecker Markt                                                                     | 22. Juni 1977       | Nach der Lage am Borbecker Markt wurde die Marktstraße, die vom Bahnhof Borbeck aus quer durch die Borbecker Innenstadt bis nach Bergeborbeck führt, 1977 so genannt. Ursprünglich hieß sie 1891 teils Marktstraße, teils Wilhelmstraße, teils Oberstraße. Mit dem Rest der Oberstraße, der südlich bis zur Schloßstraße führte, wurde sie 1915 zur Borbecker Straße zusammengefasst. 1977 wurde das nördliche Stück der Borbecker Straße geschaffen, die heutige Verbindung zwischen Fürstäbtissinstraße und Wolfsbankring in Bochold. Das in der Innenstadt gelegene Stück der Borbecker Straße erhielt daraufhin den alten Namen Marktstraße. | Borbecker-Halblang-Brunnen an der Marktstraße |
| Möllhoven              | 750 im Stadtteil                      | „Möllhoven“, ehem. Bauerschaft                                                      | 9. Juli 1915        | „Möllhoven“ ist der Name einer alten Bauerschaft auf Borbecker Gebiet, zu der 1668 neun Höfe und Kotten gehören. Außerdem sind die Höfe Kleine Möllhoff und Große Möllhoff als bedeutendste Kotten erwähnt. Die Straße Möllhoven liegt in der alten Bauerschaft, sie kommt aus Bedingrade und führt hinein nach Borbeck-Mitte bis zum Weidkamp. Bis 1915 hieß sie Mühlenstraße. |                                               |
| Mövenstraße            | 230                                   | „Mevenhof“, altes Bauerngut                                                         | etwa 1900           | „Möven“ ist eine Verballhornung des Namens „Mevenhöfer“, der für einen 1668 erwähnten, zum Oberhof Borbeck gehörigen Hof steht. Die Mövenstraße verbindet Donner- und Hülsmannstraße. |                                               |
| Neustraße              | 230 im Stadtteil                      | Zeche Neu-Cöln                                                                      | 30. Apr. 1891       | Es handelt sich um eine der für Borbeck typischen „Namenskurzformen“ aus der Zeit des Bürgermeisters Heinrich. Die Straße lag an der ehemaligen Zeche Neu-Cöln und hieß daher abgekürzt „Neustraße“. Die Neustraße liegt im Nordosten des Stadtteils und führt bis nach Bergeborbeck, die westliche Hälfte der Straße hinter dem Kuhlmannsfeld gehört zu Borbeck-Mitte. |                                               |
| Neuweselstraße         | 600                                   | Zeche Neuwesel                                                                      | 9. Juli 1915        | Die Zeche Neuwesel lag an der Kreuzung der Neuweselstraße mit der Schloßstraße. Sie wurde 1841 abgeteuft, ihr Name geht auf ein Feld zurück, das bereits vorher durch den Major von Beughem gefunden wurde und nach dem benachbarten Flöz Wesel „Neuwesel“ genannt wurde. 1884 ging die Zeche auf den Schalker Gruben- und Hüttenverein über, 1889 auf den Essener Bergwerksverein „König Wilhelm“. Durch diesen wurde die Zeche stillgelegt und das Grubenfeld wurde von den Zechen Neu-Cöln, Christian Levin und Wolfsbank abgebaut. 1939 ging der stillgelegte Schacht an die Friedrich Krupp AG über. Die Neuweselstraße zweigt vom Möllhoven ab und führt in einem Bogen südwärts bis zur Schloßstraße. Bis 1915 hieß sie Schachtstraße. |                                               |
| Oberer Schloßhang      | 100                                   | Bezug zum Schloss Borbeck                                                           | 24. Juli 1929       | Der Obere und der Untere Schloßhang liegen als Verbindungen zwischen Fürstäbtissinstraße und Residenzaue nahe Schloss Borbeck und sind daher nach diesem benannt. |                                               |
| Otto-Brenner-Straße    | 500 im Stadtteil                      | Otto Brenner, 1907–1972, Gewerkschafter und Politiker                               | 8. Nov. 1977        | Otto Brenner war ein deutscher Politiker und Gewerkschafter sowie Vorsitzender der IG Metall, unter dessen Führung diese sich zur größten Einzelgewerkschaft der Welt entwickelte. Die nach ihm benannte Otto-Brenner-Straße beginnt in Bochold und bildet ab der Borbecker Straße bis zur Stolbergstraße die östliche Grenze von Borbeck-Mitte. |                                               |
| Pausmühlenstraße       | 250                                   | „Pausmühle“, alte Kornwassermühle                                                   | 9. Juli 1915        | Die Pausmühlenstraße führt aus Gerschede bis zum Weidkamp. Der Bauer Dieckmann genannt Paus errichtete 1813 hier eine Kornwassermühle, die später die „Pausmühle“ genannt wurde. 1917 ging die Mühle auf den Bergwerksverein „König Wilhelm“ über, später dann auf die Friedrich Krupp AG. Seit 1939 wurde die Mühle elektrisch betrieben und schließlich 1970 stillgelegt. Die Pausmühlenstraße hieß bis 1915 Teichstraße. |                                               |
| Peter-Reise-Weg        | 200 ohne Stichstraßen: 150            | Peter Reise, Politiker                                                              | 30. März 2010       | Peter Reise hat sich als Sprecher der SPD-Fraktion im Bürgerausschuss für die Borbecker Bürger eingesetzt, war außerdem als Ausbilder der Industrie- und Handelskammer tätig. Bis 1999 war er langjähriger Vorsitzender des Jugendhilfeausschusses im Rat der Stadt. Der nach ihm benannte Peter-Reise-Weg ist eine weit verzweigte Stichstraße zur Bocholder Straße. |                                               |
| Prinzenstraße          | 500                                   | Bezug auf das deutsche Kaiserhaus                                                   | 8. Okt. 1896        | Rund um das Borbecker Rathaus herum bezogen sich viele Straßennamen auf das deutsche Kaiserhaus, so die Kaiserstraße (heute Legrandallee in Bochold), Wilhelmstraße (heute Borbecker Straße), Augustastraße (heute Stolbergstraße), Viktoriastraße (heute Wolfsbankstraße in Bochold), Reichsstraße (heute Termiedenhof in Bochold), Friedrichstraße (heute Vinckestraße), Kurstraße (heute Teil der Prinzenstraße) und eben die Prinzenstraße, die als einzige übrig blieb. Sie führt von der Stolbergstraße als Verlängerung der Otto-Brenner-Straße nordostwärts bis zur Armstraße. |                                               |
| Rabenhorst             | 750                                   | „Rabenhorst“, Flurname                                                              | 13. Mai 1893        | Der Rabenhorst verbindet Frintroper- und Schloßstraße. Bis 1915 hieß die Straße Parkstraße nach dem benachbarten Schlosspark, bevor sie nach einem alten Flurnamen benannt wurde. Am Rabenhorst befindet sich die katholische Kirche St. Franziskus, der zugehörige Pfarrbezirk liegt größtenteils in Bedingrade und gehört zur Pfarrei St. Josef (Frintrop). |                                               |
| Rechtstraße            | 240                                   | Bezug zum Amtsgericht Essen-Borbeck                                                 | 14. Aug. 1896       | In Bezug auf das alte Borbecker Amtsgericht an der Gerichtstraße, die die Rechtstraße kreuzt, wurde diese Straße so genannt. Sie führt von der Marktstraße südwärts zur Borbecker Straße. |                                               |
| Residenzaue            | 400                                   | Bezug zum Schloss Borbeck                                                           | 6. Juli 1929        | Die Residenzaue, die bogenförmig an der Fürstäbtissinstraße liegt, bezieht sich mit ihrem Namen auf das benachbarte Schloss Borbeck, mit dem sich die Essener Äbtissin eine zweite Residenz errichtet hatte. Bisweilen wird auch die benachbarte Grünanlage zwischen Schloß-, Fürstäbtissin- und Borbecker Straße „Residenzaue“ genannt. In dieser Freifläche befindet sich die Dubois-Arena, eine ehemalige Boxkampfstätte. |                                               |
| Rieselshof             | 110                                   | Rieselshof, alter Kotten                                                            | 2. Feb. 1959        | Der alte „Rüselskotten“, der sich hier befand, wurde auch „Rieselskotten“ oder „Rieselshof“ genannt, nach ihm trägt diese Stichstraße zur Neuweselstraße ihren Namen. |                                               |
| Rudolf-Heinrich-Straße | 230                                   | Rudolf Heinrich, 1845–1917, Bürgermeister von Borbeck                               | 20. Nov. 1973       | Rudolf Heinrich war zwischen 1881 und 1907 Bürgermeister. Er prägte die Bürgermeisterei nachhaltig und ist einer der bedeutendsten Borbecker Bürgermeister. Die nach ihm benannte Straße führt vom Germaniaplatz südwärts bis zur Veledastraße. |                                               |
| Ruhlandplatz           | 70 × 30                               | Wilhelm Ruhland, 1831–1886, Unternehmer bei Krupp                                   | 21. Okt. 1938       | Wilhelm Ruhland war Betriebsführer des Bandagenwalzwerks der Friedrich Krupp AG von 1845 bis 1886. Der Ruhlandplatz liegt an der Flurstraße, in einer Kruppschen Siedlung, in der alle Straßen nach Unternehmern bei Krupp benannt sind. |                                               |
| Schacht Neu-Cöln       | 600 im Stadtteil                      | Zeche Neu-Cöln                                                                      | 12. März 1986       | Die Straße Schacht Neu-Cöln führt im Nordosten des Stadtteils vom Weidkamp nach Bergeborbeck durch das Gelände, auf dem sich früher der 1845 abgeteufte Schacht Neu-Cöln befand. Der westliche Teil gehörte bis 1986 zur Neustraße und wurde, als der östliche Teil, der durch ein Gewerbegebiet führt, gebaut wurde, mit diesem zusammen Schacht Neu-Cöln genannt. |                                               |
| Schloßaue              | 280                                   | Bezug zum Schloss Borbeck                                                           | 23. Feb. 1956       | In Bezug auf Schloss Borbeck und den umliegenden Park heißt diese bogenförmig hinter der Schloßwiese liegende Straße „Schloßaue“. |                                               |
| Schloßgarten           | 440 im Stadtteil                      | Bezug zum Schloss Borbeck                                                           | 5. Aug. 1936        | In Bezug auf Schloss Borbeck und den umliegenden Park heißt diese Stichstraße zur Schloßwiese „Schloßgarten“. |                                               |
| Schloßstraße           | 1600 im Stadtteil                     | Schloss Borbeck                                                                     | 30. Apr. 1891       | Die Schloßstraße läuft am Schloss Borbeck vorbei und ist daher nach diesem benannt. Sie beginnt in Frintrop, durchquert Bedingrade und macht bei Schloss Borbeck einen Knick südostwärts bis zur „Fliegenbusch“ genannten Kreuzung an der Frintroper und Altendorfer Straße, wo sie endet. Bis 1891 hieß dieser südliche Teil zusammen mit einem Stück der heutigen Borbecker Straße und der heutigen Marktstraße Oberstraße. Schloss Borbeck ist ein ehemaliger Oberhof und befestigter Rittersitz, der seit 1227 den Äbtissinnen von Essen als Residenz diente. Das heutige Schloss wurde 1744 erbaut. 1805 verkaufte die preußische Domänenverwaltung das Schloss an einen Professor Vinkaus Rotterdam, der es an den Grafen von Westerholt-Giesenberg in Oberhausen veräußerte. Dieser bewohnte das Schloss nie und verkaufte es 1836 an den Freiherrn Clemens von Fürstenberg. Bis 1941 blieb das Schloss im Besitz derer von Fürstenberg, seitdem ist es Eigentum der Stadt Essen. Der um das Schloss gelegene Schlosspark ist eine der größten Parkanlagen in Essen. | Schloss Borbeck an der Schloßstraße           |
| Schloßwiese            | 750                                   | Schloss Borbeck                                                                     | 5. Aug. 1936        | In Bezug auf Schloss Borbeck und den umliegenden Park heißt diese Verbindung zwischen Schloßstraße und Rabenhorst „Schloßwiese“. |                                               |
| Schmale Straße         | 120                                   | schmaler Straßenverlauf                                                             | 9. Juli 1915        | Die Schmale Straße ist eine verhältnismäßig wirklich schmale Straße in der Borbecker Innenstadt zwischen Markt- und Gerichtsstraße. Bis 1915 hieß sie Kurze Straße. |                                               |
| Stolbergstraße         | 220                                   | Christian zu Stolberg-Stolberg, 1748–1821, deutscher Dichter                        | 9. Juli 1915        | Wie die benachbarten Straßen Klopstock- und Wielandstraße ist die Stolbergstraße, die von der Hülsmannstraße nordwärts nach Bergeborbeck führt, nach einem Dichter benannt. Bis 1915 hieß sie Augustastraße. |                                               |
| Unterer Schloßhang     | 100                                   | Bezug zum Schloss Borbeck                                                           | 6. Juli 1929        | Der Obere und der Untere Schloßhang liegen als Verbindungen zwischen Fürstäbtissinstraße und Residenzaue nahe Schloss Borbeck und sind daher nach diesem benannt. |                                               |
| Veledastraße           | 100                                   | Veleda, germanische Seherin                                                         | 15. Jan. 1975       | „Veleda“ ist der Name einer angesehenen germanischen Seherin aus dem Stamm der Brukterer. Nach ihr ist die Veledastraße benannt, die als Stichstraße an der Wüstenhöferstraße liegt. |                                               |
| Vinckestraße           | 180                                   | Ludwig von Vincke, 1774–1844, Oberpräsident von Westfalen                           | 9. Juli 1915        | Ludwig von Vincke war ein preußischer Reformer, der von 1815 bis 1844 Oberpräsident der neu gebildeten Provinz Westfalen war. Nach ihm wurde 1915 die alte Friedrichstraße, die in der Borbecker Innenstadt liegt und Markt- mit Germaniastraße verbindet, benannt. |                                               |
| Wachtstraße            | 130                                   | Bahnwärter am Bahnübergang                                                          | 8. Okt. 1896        | Beim Namen der „Wachtstraße“ handelt es sich um eine der für Borbeck typischen Namenskurzformen aus der Zeit des Bürgermeisters Heinrich. Sie leitet sich davon ab, dass zur Zeit der Benennung 1896 die Eisenbahnlinie Heißen–Osterfeld noch nicht auf einem Bahndamm verlief, sondern die Straße kreuzte. Hier hielt daher ein Bahnwärter am Übergang Wacht. Die Wachtstraße führt von der Flurstraße/Am Ellenbogen zum Weidkamp. | Wachtstraße                                   |
| Wallstraße             | 500                                   | liegt am Eisenbahndamm                                                              | etwa 1900           | Die Wallstraße verläuft hinter der Dachstraße und dem Friedhof an der Dachstraße genau am Bahndamm und ist daher nach diesem benannt. Hier befindet sich die Grundschule Dürerschule. | Dürerschule an der Wallstraße                 |
| Walmanger              | 350                                   | walmdachartige Geländewölbung                                                       | 5. Aug. 1936        | Der Name „Walmanger“ entstand als erfundene Bezeichnung aus der walmdachartigen Geländewölbung und der damals geplanten Grünanlage zwischen dem Weg und der Schloßstraße. Die Straße Walmanger verbindet Ketteler- und Schloßstraße. |                                               |
| Weidkamp               | 2000 im Stadtteil                     | „Weidkamp“, Flurname                                                                | 9. Juli 1915        | „Weidkamp“ bezeichnete ursprünglich eine Gemeinheit, das heißt ein Gelände, das von der Allgemeinheit genutzt werden konnte, sowie einen Kotten, der 1668 als „Wiedkampskotten“ erwähnt wurde. Die Straße Weidkamp hieß bis 1915 Hesselstraße, ein Teilstück gehörte zur Niederstraße. Sie führt vom Neuen Markt am Borbecker Bahnhof zunächst westwärts und dann in einem Bogen Richtung Norden, wo sie Borbeck nach zwei Kilometern an der Kleingartenanlage Weidkamp Richtung Bergeborbeck verlässt. |                                               |
| Wielandstraße          | 110                                   | Christoph Martin Wieland, 1733–1813, Dichter                                        | 9. Juli 1915        | Wie die benachbarten Straßen Klopstock- und Stolbergstraße ist auch die Wielandstraße nach einem Dichter benannt. Ursprünglich hieß die Verbindung zwischen Ziel- und Stolbergstraße Schillerstraße, bei der Umbenennung 1915 sollte offenbar weiterhin ein Poet geehrt werden. |                                               |
| Wüstenhöferstraße      | 500 im Stadtteil                      | Franz J. C. Wüstenhöfer, 1859–1913, Generaldirektor, Beigeordneter und Kirchmeister | 27. Nov. 1933       | Franz Wüstenhöfer war von 1881 bis 1913 Direktor der Bergwerksgesellschaft König Wilhelm, ab 1913 Generaldirektor. Er war Mitglied des Gemeinderats und jahrelanger ehrenamtlicher Beigeordneter. Außerdem war er in der Evangelischen Kirchengemeinde Borbeck als Kirchmeister und Synodalältester aktiv. Die nach ihm benannte Wüstenhöferstraße führt von der Borbecker Straße südwärts nach Bochold. Ihr Teil in Borbeck-Mitte hieß bis 1933 Kuhstraße. |                                               |
| Zielstraße             | 180                                   | Bezug zum Friedhof an der Hülsmannstraße                                            | 8. Okt. 1896        | Beim Namen der „Zielstraße“ handelt es sich um eine der für Borbeck typischen Namenskurzformen aus der Zeit des Bürgermeisters Heinrich. Diese bezieht sich auf den Friedhof, diejenigen die dort beerdigt wurden, hatten nach Auffassung von Bürgermeister Heinrich ihr Ziel erreicht. Die Zielstraße verbindet Hülsmann- und Prinzenstraße. |                                               |
| Zweigstraße            | 400                                   | abzweigende Straße                                                                  | 14. Aug. 1896       | Beim Namen der „Zweigstraße“ handelt es sich um eine der für Borbeck typischen Namenskurzformen aus der Zeit des Bürgermeisters Heinrich. Die Zweigstraße „zweigt“ vom Weidkamp (damals Niederstraße) ab und trägt daher ihren Namen. Sie führt weiter bis zum Kuhlmannsfeld. |                                               |

## Liste ehemaliger Straßennamen
Einige der nicht mehr vorhandenen Straßennamen in Borbeck-Mitte stammen aus der Zeit des Bürgermeisters Rudolf Heinrich, der zwischen 1881 und 1907 das Amt innehatte und sich in den 1890er-Jahren für die Benennung der Straßen einsetzte. Damals war es noch nicht üblich, den Straßennamen an Beginn und Ende einer Straße zu setzen, da die Bebauung nicht sehr dicht war, deswegen befanden sich die Straßennamen auch auf den Hausnummernschildern. Damit dies möglichst machbar war, gab Heinrich den Straßen äußerst kurze Namen. Hierzu zählen im Stadtteil Backstraße, Feldstraße, Hochstraße, Kirchplatz, Kirchstraße, Kreuzstraße, Kuhstraße, Kurstraße, Marktplatz, Marktstraße, Maxstraße, Oberstraße, Niederstraße, Parkstraße, Rheinstraße, Rothstraße, Schachtstraße, Teichstraße und Weidstraße.
Die meisten Straßennamen wurden 1915 nach der Eingemeindung der Bürgermeisterei Borbeck in die Stadt Essen geändert, um Dopplungen zu vermeiden.
| Name                 | von           | bis           | umbenannt in (aktuell)                                                   | Herleitung | Bemerkungen |
| -------------------- | ------------- | ------------- | ------------------------------------------------------------------------ | --- | --- |
| Augustastraße        | 28. Nov. 1895 | 9. Juli 1915  | → Stolbergstraße                                                         | Augusta von Sachsen-Weimar-Eisenach, als Ehefrau Kaiser Wilhelms I. Kaiserin von Deutschland                                                                                               | Es handelt sich um eine Themengruppe, die Straßennamen rund um das Borbecker Rathaus bezogen sich alle auf das deutsche Kaiserhaus. |
| Backstraße           | 22. Jan. 1897 | 9. Juli 1915  | → Laarmannstraße                                                         | | Nach 1915 hieß die Straße zunächst In der Düsterbeck. |
| Bocholder Landstraße |               | 30. Apr. 1891 | → Bocholder Straße                                                       | Bochold, Stadtteil von Essen | |
| Essener Straße       | 30. Apr. 1891 | 9. Juli 1915  | → Frintroper Straße                                                      | Essen, damalige Nachbarstadt von Borbeck | |
| Feldstraße           | 30. Apr. 1891 | 16. Dez. 1970 | → Kuhlmannsfeld                                                          | | |
| Friedenstraße        | 30. Apr. 1891 | 8. Okt. 1896  | → Hülsmannstraße                                                         | | Nach 1896 hieß die Straße zunächst Weidstraße. |
| Friedrichstraße      | 28. Nov. 1895 | 9. Juli 1915  | → Vinckestraße                                                           | Friedrich III., 1831–1888, Kaiser von Deutschland | Es handelt sich um eine Themengruppe, die Straßennamen rund um das Borbecker Rathaus bezogen sich alle auf das deutsche Kaiserhaus. |
| Goethestraße         | 25. Juni 1901 | 9. Juli 1915  | → Klopstockstraße                                                        | Johann Wolfgang von Goethe, 1749–1832, Dichter | Nach 1915 sollte offenbar weiterhin ein Dichter geehrt werden. |
| Heißener Straße      | 9. Juli 1915  | 12. Nov. 1962 | → Heißener Weg                                                           | Heißen, Stadtteil von Mülheim an der Ruhr | 1962 wurde die Borbecker Straße von der Schloßstraße bis zur Frintroper Straße verlängert. Dabei wurde der Teil der Heißener Straße, der in Borbeck-Mitte liegt, von der Schönebecker Heißener Straße abgespalten und erhielt fortan den Namen „Heißener Weg“. Vor 1915 hieß er Rothstraße. |
| Hesselstraße         | 30. Apr. 1891 | 9. Juli 1915  | → Weidkamp                                                               | | 1915 wurden Hesselstraße und Niederstraße zum „Weidkamp“ zusammengefasst. |
| Hochstraße           | 30. Apr. 1891 | 9. Juli 1915  | → Bocholder Straße                                                       | | Vor 1891 hieß die Straße Bocholder Landstraße. |
| In der Düsterbeck    | 9. Juli 1915  | 12. Feb. 1931 | → Laarmannstraße                                                         | „Düsterbeck“, Flurname | |
| Kirchplatz           | 14. Aug. 1896 | 9. Juli 1915  | → Dionysiuskirchplatz                                                    | Der Kirchplatz lag direkt an der katholischen Dionysiuskirche. | |
| Kirchstraße          | 30. Apr. 1891 | 9. Juli 1915  | → Germaniastraße                                                         | Die Kirchstraße begann am Kirchplatz, direkt an der katholischen Dionysiuskirche. | |
| Kreuzstraße          | 30. Apr. 1891 | 9. Juli 1915  | aufgeteilt zwischen → Am Ellenbogen und Flurstraße                       | Möglicherweise war die Kreuzstraße in Bezug auf das Wegekreuz an der Kreuzung zur Mühlenstraße (Möllhoven) benannt.                                                                        | 1915 wurde das westliche Stück der Straße der Flurstraße zugeordnet, das nordöstliche Stück erhielt den Namen „Am Ellenbogen“. |
| Kuhstraße            | etwa 1891     | 27. Nov. 1933 | → Wüstenhöferstraße                                                      | | |
| Kurstraße            | 8. Okt. 1896  | 9. Juli 1915  | → Prinzenstraße                                                          | Abkürzung für „Kurfürstenstraße“ | Es handelt sich um eine Themengruppe, die Straßennamen rund um das Borbecker Rathaus bezogen sich alle auf das deutsche Kaiserhaus. |
| Kurze Straße         | 28. Nov. 1895 | 9. Juli 1915  | → Schmale Straße                                                         | Es handelt sich um eine sehr kurze Straße. | |
| Marktplatz           | 8. Okt. 1896  | 9. Juli 1915  | → Borbecker Platz                                                        | alter Borbecker Markt | |
| Maxstraße            | 28. Nov. 1907 | 9. Juli 1915  | → Fürstenbergstraße                                                      | Maximilian von Fürstenberg, Besitzer von Schloss Borbeck | |
| Mühlenstraße         | 30. Apr. 1891 | 9. Juli 1915  | → Möllhoven                                                              | An der Kreuzung zum Gerschermannweg befindet sich eine alte Mühle, nach der die Straße wohl benannt war.                                                                                   | |
| Niederstraße         | 30. Apr. 1891 | 9. Juli 1915  | → Weidkamp                                                               | | 1915 wurden Hesselstraße und Niederstraße zum „Weidkamp“ zusammengefasst. |
| Oberstraße           | 30. Apr. 1891 | 9. Juli 1915  | aufgeteilt zwischen → Borbecker Straße, → Marktstraße und → Schloßstraße | | Die Oberstraße führte von der Essener Straße aus nordwärts bis zum Marktplatz, ihre Fortsetzung in der Borbecker Innenstadt hieß „Marktstraße“. 1915 wurde ihr nördliches Teilstück mit der Wilhelmstraße und der „Marktstraße“ zur „Borbecker Straße“ zusammengefasst, das südliche Teilstück der „Schloßstraße“ zugeordnet. 1977 wurde der nördlichste Teil (in der Borbecker Innenstadt) von der „Borbecker Straße“ als „Marktstraße“ abgetrennt. |
| Parkstraße           | 13. Mai 1893  | 9. Juli 1915  | → Rabenhorst                                                             | Die Straße liegt am Schlosspark. | |
| Prosperstraße        | 30. Apr. 1891 | 9. Juli 1915  | → Levinstraße                                                            | | |
| Rheinstraße          | 8. Okt. 1896  | 14. Sep. 1977 | aufgeteilt zwischen → Fürstäbtissinstraße und → Heinrich-Brauns-Straße   | Rhein, Fluss | Bereits 1910 wurde die Verbindung von Schloss Borbeck zum Bahnhof Borbeck umbenannt in Fürstäbtissinstraße, 1977 erhielt die Fortsetzung zum Möllhoven den Namen Heinrich-Brauns-Straße. |
| Rothstraße           | 2. Feb. 1897  | 9. Juli 1915  | → Heißener Weg                                                           | | Beim Namen der Rothstraße handelt es sich um eine der für Borbeck typischen Namenskurzformen aus der Zeit des Bürgermeisters Heinrich. Sie ist heute nicht mehr zu deuten. Nach 1915 war die Straße zunächst bis 1962 Teil der Heißener Straße. |
| Schachtstraße        | 14. Aug. 1896 | 9. Juli 1915  | → Neuweselstraße                                                         | Wahrscheinlich war die Schachtstraße nach dem nahegelegenen Schacht der Zeche Neuwesel benannt.                                                                                            | |
| Schillerstraße       | 25. Juni 1901 | 9. Juli 1915  | → Wielandstraße                                                          | Friedrich Schiller, 1759–1805, Dichter | Nach 1915 sollte offenbar weiterhin ein Dichter geehrt werden. |
| Steinstraße          | 30. Apr. 1891 | 9. Juli 1915  | → Düppenberg                                                             | Möglicherweise besteht ein Bezug zum Steinpfad in Gerschede, zu dem die Steinstraße im weiteren Verlauf führte, der bereits vor seiner Benennung im Volksmund „Stenstepken“ genannt wurde. | |
| Teichstraße          |               | 9. Juli 1915  | → Pausmühlenstraße                                                       | | |
| Weidstraße           | 8. Okt. 1896  | 9. Juli 1915  | → Hülsmannstraße                                                         | | |
| Weithönerstraße      | 12. Nov. 1934 | 22. Mai 1946  | → Levinstraße                                                            | | 1946 wurde die Weithönerstraße mit der Levinstraße zusammengefasst. |
| Wilhelmstraße        | 30. Apr. 1891 | 9. Juli 1915  | → Marktstraße                                                            | Wilhelm I., 1797–1888, Kaiser von Deutschland | Es handelt sich um eine Themengruppe, die Straßennamen rund um das Borbecker Rathaus bezogen sich alle auf das deutsche Kaiserhaus. 1915 wurde die Wilhelmstraße mit der „Marktstraße“ und der Oberstraße zur → Borbecker Straße zusammengefasst. 1977 wurde der nördliche Teil dieser Straße als „Marktstraße“ abgetrennt. |
| Ziegelstraße         | 14. Aug. 1895 | 9. Juli 1915  | → Leimgardtsfeld                                                         | | |